# ГЕС Саут-Слокан
ГЕС South Slocan — гідроелектростанція на південному заході Канади у провінції Британська Колумбія. Знаходячись між ГЕС Ловер-Боннінгтон (вище за течією) та ГЕС Брілліант, входить до складу каскаду на річці Кутеней, лівій притоці Колумбії (має устя на узбережжі Тихого океану на межі штатів Вашингтон та Орегон).
При спорудженні станції річку перекрили бетонною гравітаційною греблею складної конфігурації висотою 18 метрів та загальною довжиною трьох частин 677 метрів. Вона перекрила дві протоки Кутеней перед порожистою ділянкою та забезпечила регулювання рівня у верхньому б'єфі між позначками 469,4 та 475,5 метра НРМ.
У правій протоці розташований інтегрований у греблю машинний зал, де встановили три турбіни типу Каплан потужністю по 18 МВт, які використовують напір у 21 метр.
Можливо відзначити, що у 1970-х роках неподалік від станції South Slocan з'явився машинний зал ГЕС Кутеней-Канал, обрана для якої дериваційна схема продублювала одразу чотири споруджені раніше ГЕС каскаду.